# غوين غرانت
غوين غرانت (بالإنجليزية: Gwen Grant)‏ هي كاتِبة بريطانية، ولدت في 5 مايو 1940 في وركشوب ‏ في المملكة المتحدة.